# 곤노 히데키
곤노 히데키(일본어: 紺野 秀樹, 1965년 5월 13일~)는 닌텐도 소속의 비디오 게임 디자이너, 디렉터 및 프로듀서이다. 2015년부터 닌텐도 기획제작본부의 관리자로 취임해 스마트폰 게임 개발부에서 활동하고 있다.

## 생애
곤노는 패밀리 컴퓨터 게임들을 플레이하며 세운 꿈을 이루기 위해 1986년 닌텐도에 입사했다. 초기에는 보조 디렉터로 활동했으며 《슈퍼 마리오 카트》와 《슈퍼 마리오 요시 아일랜드》의 디렉터를 맡았다.

## 경력
| 연도 | 제목                      | 역할                     |
| ---- | ------------------------- | ------------------------ |
| 1987 | 꿈공장 도키도키 패닉      | 보조 디렉터, 레벨 디자인 |
| 1988 | 슈퍼 마리오 브라더스 2    | 보조 디렉터, 레벨 디자인 |
| 1988 | 아이스 하키               | 디렉터                   |
| 1988 | 슈퍼 마리오 브라더스 3    | 보조 디렉터, 레벨 디자인 |
| 1990 | 슈퍼 마리오 월드          | 디자이너, 맵 디렉터      |
| 1990 | 심시티                    | 디렉터                   |
| 1992 | 슈퍼 마리오 카트          | 디렉터                   |
| 1995 | 슈퍼 마리오 요시 아일랜드 | 디렉터                   |
| 1996 | 마리오 카트 64            | 디렉터                   |
| 1997 | 요시 스토리               | 시스템 디렉터            |
| 1998 | 에프제로 X                | 시퀀스 지원              |
| 2001 | 마리오 카트 어드밴스      | 슈퍼바이저               |
| 2001 | 루이지 맨션               | 디렉터                   |
| 2002 | 젤다의 전설 바람의 지휘봉 | 슈퍼바이저               |
| 2005 | 가이스트                  | 프로듀서                 |
| 2005 | 닌텐독스                  | 프로듀서                 |
| 2005 | 마리오 카트 DS            | 프로듀서                 |
| 2008 | 마리오 카트 Wii           | 프로듀서                 |
| 2011 | 닌텐독스 + 캣츠           | 프로듀서                 |
| 2011 | 마리오 카트 7             | 프로듀서                 |
| 2013 | 루이지 맨션 다크 문       | 스페셜 어드바이저        |
| 2014 | 마리오 카트 8             | 프로듀서                 |
| 2016 | 슈퍼 마리오 런            | 프로듀서                 |
| 2017 | 파이어 엠블렘 히어로즈    | 프로듀서                 |
| 2017 | 마리오 카트 8 디럭스      | 프로듀서                 |
| 2017 | 동물의 숲 포켓 캠프       | 프로듀서                 |
| 2018 | 드라갈리아 로스트         | 프로듀서                 |
| 2019 | 닥터 마리오 월드          | 프로듀서                 |
| 2019 | 마리오 카트 투어          | 프로듀서                 |